# سرده (رودسر)
سرده ، روستایی از توابع بخش رحیم‌آباد شهرستان رودسر در استان گیلان ایران است. سرده با روستاهای زبران، لیه خانی، نیاسن، سزرود، کلرود، چکرود و همچنین روستای ویار (قزوین) مرز مشترک دارد.

## جغرافیا
روستای ییلاقی تابستان‌نشین سرده در ۶۷ کیلومتری جنوب شرقی بخش رحیم‌آباد در یک منطقه کوهستانی و در ارتفاع ۲۲۴۸ متر از سطح دریا، در ۵۰/۲۸۴۷۱ طول جغرافیایی و در ۳۶/۷۱۰۵۰ عرض جغرافیایی در دهستان سیارستاق ییلاقی قرار دارد.  

## خواهرخوانده‌ها
1. سرده (رودسر) روستایی در دهستان سیارستاق ییلاقی بخش رحیم‌آباد شهرستان رودسر استان گیلان
2. سرده (فیروزه) روستایی در دهستان تخت جلگه بخش مرکزی شهرستان فیروزه استان خراسان رضوی
3. سرده (میرجاوه) روستایی در دهستان تمین بخش لادیز شهرستان میرجاوه استان سیستان و بلوچستان
4. سرده (غزنی) روستایی در ولسوالی اندر در ولایت غزنی در افغانستان
5. سرده (بامیان) روستایی در ولسوالی شیبر در ولایت بامیان در افغانستان
6. سرده (بلخ) روستایی در ولسوالی دولت‌آباد در ولایت بلخ در افغانستان

## جمعیت
براساس سرشماری مرکز آمار ایران در سال ۱۳۸۵، جمعیت آن ۱۱ نفر (۵ خانوار) بوده‌است.

براساس سرشماری مرکز آمار ایران در سال ۱۳۹۵، جمعیت آن ۳۱ نفر (۱۴ خانوار) و ترکیب جنسیتی جمعیت آن، ۱۹ مرد و ۱۲ زن بود.

## سکونت
سرده روستایی ییلاقی و تابستان‌نشین (بهار و تابستان) است. مردمان سرده در پاییز و زمستان در روستاهای قشلاقی جلگه بخش رحیم‌آباد یعنی کج محمدگوابر، سی‌سرا (رودسر)، گزلبن، خورتابسرا و کوشکوه ساکن می‌شوند.

## شغل
شغل اصلی مردم روستا، دامداری یعنی پرورش سنتی گوسفند، بز و گاو است. تعداد ۴۰ خانواده در حال حاضر دارای پروانه چرای دام در مراتع سرده بوده که حدود ۳۰۰۰ رأس گوسفند و بز و بیش از ۵۰۰ رأس گاو و احشام بارکش پرورش می‌دهند.  تولیدات پروتئینی، لبنی، پشم از جمله نتایج فعالیت آنان است. البته گندمکاری، باغبانی، گل گاوزبان، فندوق و گردو نیز به عنوان پیشه دوم مردمان سرده رواج داشته و دارد.

## چشمه‌ها
مراتع سرده دارای ۳۲ چشمه دائمی و فصلی است.  کارکرد اصلی آنها آشامیدنی، زراعت و دامداری است. مشهورترین چشمه ها عبارتند از:
1. چشمه جیرسره
2. چشمه روباری‌راه (راه رودبار)
3. چشمه سرده‌دشت
4. چشمه سوخنین (سه‌خانین)
5. چشمه گاگورخونه
6. چشمه میان‌سرده (مِن‌سرده)
7. چشمه ناف‌کش

## زبان و لهجه
مردم سرده گیلک هستند و به زبان گیلکی اشکوری سخن می‌گویند.

## آستانه سام و لام
آستانه سام و لام بر قله سوادکوه (صلوات‌کوه)در سرده است. این ساختمان به شمارهٔ ۲۸۲۳۴۴۹۱۴ اداره اوقاف به ثبت رسیده‌است.  آستانهٔ سواته کوه... بر قله کوه بنا شده است. بنای اصلی بقعه از سنگ و چوب و در ورودی آن چوبین و ساده است. از در اصلی وارد کفش‌کن می‌شود و از کفش‌کن به حرم بقعه می‌رود. حرم شامل دو قسمت اصلی است: قسمت اول دارای شش ستون چوبین چهارسو با سرستون‌های ظریف است. واشانهای بنا بر سرکشی است که بر این ستونها متکی است. متصل به صندوق ساده و چوبین بقعه،  ستونی عظیم چهارسوی پخ‌زده با سرستون است. سقف موقع پل‌کوبی با درزپوش و سقف کفش‌کن فقط پل‌کوبی است. یکی دو بنای سنگی محقر برای متولی و زوّار در جنب امامزاده است. بام بقعه تا چندی پیش لت‌پوش بود اخیراً حلب‌پوش کرده‌اند. 
 هر ساله در روز نهم محرم یعنی تاسوعای حسینی با حضور مردم سرده، هیئت‌های عزاداری روستاهای مجاور به صورت سینه‌زنی و زنجیرزنی به این امامزاده می‌آیند. به همه زوار ناهار داده می‌شود.

## قبرستان زور‌سنگ گردن
پیکر درگذشتگان روستاهای سرده و زبران در قبرستان زور‌سنگ گردن، پای قله سوادکوه به خاک سپرده می‌شد. برخی از خفتگان این قبرستان عبارتند از:

1. الله‌قلی بیگی
2. بیک‌علی علیزاده
3. رمضان محمدبیگی
4. سبزعلی علیزاده (سبزعلی‌نیا)
5. شعبان علیزاده
6. علی محمدبیگی
7. علی مرادی
8. محبعلی علیزاده
9. محمدحسین محمدی
10. محمدعلی علیزاده
11. مشهدی مادر آقاجانی

## سرو قامتان سرده‌ای
"وَ لَا تَحْسَبَنَّ الَّذِینَ قُتِلُوا فِی سَبِیلِ اللَّهِ أَمْوَاتًا بَلْ أَحْیَاءٌ عِنْدَ رَبِّهِمْ یُرْزَقُونَ" ﴿۱۶۹﴾

"هرگز کسانی را که در راه خدا کشته شده‌اند مُرده مپندار بلکه زنده‌اند و نزد پروردگارشان روزی داده می‌شوند.(۱۶۹)"
1. باقر محمدبیگی خورتابی
2. رسول امیرپور خورتابی
3. کامران شاه‌نظری کرباسرا

| ردیف | نام و نام خانوادگی     | نام پدر | تاریخ تولد | تاهل | تاریخ      | محل         | سازمان        | مدفن   |
| ---- | ---------------------- | ------- | ---------- | ---- | ---------- | ----------- | ------------- | ------ |
| ۱    | باقر محمدبیگی خورتابی  | امیدعلی | ۱۳۴۵/۱۰/۰۹ | مجرد | ۱۳۶۶/۰۹/۰۱ | مهران       | سرباز (نزاجا) | ماچیان |
| ۲    | رسول امیرپور خورتابی   | محرم‌علی | ۱۳۵۰/۰۶/۱۰ | مجرد | ۱۳۶۷/۰۴/۰۴ | جزیره مجنون | جهادگر        | کوشکوه |
| ۳    | کامران شاه‌نظری کرباسرا | عباس    | ۱۳۴۵/۰۱/۰۲ | مجرد | ۱۳۶۶/۰۲/۳۰ | کوشک        | سرباز (نزاجا) | کوشکوه |

## جاذبه‌های گردشگری
مشهورترین جاذبه‌های گردشگری سرده: 
1. آستانه سام و لام
2. جورکولام (سرده دشت) و جیرکولام (ریجاخونه)
3. چشمه‌ها
4. خانه‌ها: دارورجین، چینه‌ای
5. دامداری
6. شورتله (صخره)
7. قبرستان زورسنگ گردن
8. قدمگاه (زیارت سنگ)
9. قُرق و جنگل لیر
10. کبودتله
11. کهنه حمام
12. مرتع سورمحمدچاک
13. میل گون‌کُول

## پهلوانان کُشتی گیلمَردی
| ردیف | نام و نام خانوادگی  | نام پدر | تاریخ تولد |
| ---- | ------------------- | ------- | ---------- |
| ۱    | پهلوان تقی عباسی    | مسیح    |            |
| ۲    | پهلوان تیمور عباسی  | رجب‌علی  |            |
| ۳    | پهلوان رهبر کاظمی   | کاظم‌علی |            |
| ۴    | پهلوان سعید علیزاده | رشوند   |            |

- پهلوان سعید علیزاده در خرداد ماه ۱۴۰۴، قهرمان مسابقات استانی کشتی آزاد پیشکسوتان استان گیلان شد و به مسابقات کشوری راه یافت.

## تجمع عزاداران
هر ساله در روز تاسوعای محرم، با تجمع عزاداران حسینی مراسمی از ساعت ۱۰ صبح تا ۲ بعدازظهر در آستانه سام و لام روستای سرده برگزار می‌شود.  هیئت‌های زنجیرزنی و سینه‌زنی از روستاهای همجوار حضور پیدا می‌کنند. مردم روستای سرده (کوشکوه، گزلبن، سی‌سرا، کج‌محمدگوابر) و همچنین سایر خیرین با صرف ناهار از همه زوار در این روز پذیرایی می‌کنند.